# Герб Степанівки
Герб Степа́нівки — офіційний символ села Степанівка Ємільчинського району Житомирської області, затверджений 16 травня 2013 р. рішенням № 158 XVI сесії Степанівської сільської ради VI скликання.

## Опис
На золотому полі лазурова квітка льону, оповита зеленими насінними коробочками льону. На зеленій базі чотири золоті дубові листки (середні менші, крайні більші), з'єднані в пучок, симетрично спрямовані від центру бази вгору. Щит обрамований золотим декоративним картушем і увінчаний золотою сільською короною.

## Значення символів
Лазурова квітка, оповита зеленими насінними коробочками льону, характеризує розвиток льонарства. Дубове листя відображає великі ліси. Чотири з'єднані дубові листки також символізують чотири населенні пункти територіальної громади.
Автори — Любов Іванівна Яценко, Ольга Миколаївна Лугина, Михайло Олексійович Лугин, Григорій Петрович Єрмоленко.